# Scarleth
Scarleth — український гурт, який грає музику на перетині сучасної важкої музики та різнопланового мелодизму. 
Гурт відіграв сотні виступів, випустив три повноформатних альбоми, виданих за кордоном, і взяв участь у численних фестивалях, де гурт ділив сцену з  Blind Guardian, Rage, Ensiferum, Rotting Christ, Leaves' Eyes, Kalmah та багатьма іншими.[джерело?]
Стиль колективу постійно розвивається і включає павер-метал, фольк-метал, дум-метал, готичний метал і прогресивний метал.[джерело?]

## Історія
Гурт було засновано у Донецьку 2005 року Віктором Морозовим. У 2006 році вокалісткою стала Анастасія Костюкова. У 2008 році вокалісткою стала Юлія Єльяшова.
У 2007 році взяли участь у фестивалі «Діти Ночі: Чорна Рада» у Києві.
Гурт переїхав з Донецька до Києва у 2014 роцi.
У 2016 році гурт виступив як запрошені спеціальні гості на фестивалі «Я маю власну думку…» м. Краматорськ. Того ж року гурт виступив на метал-фестивалі Carpathian Alliance Metal Festival.
У 2016 році Катерина Капшук замінила Оксану Елемент на посаді вокалістки.
У 2018 та 2020 роках гурт виступав на Black Sea Metal festival.
У 2017 та 2019 роках гурт виступав на фестивалі Тарас Бульба.
Взяли участь у нагородженні премією The Best Ukrainian Metal Act 2022 року, який став останнім конкурсом із Best Ukrainian Metal Act, коли після скандалу від участі відмовилось 5 з 7 гуртів-учасників.
Брали участь у національному відборі на Wacken Open Air у 2023 та 2024 роках.
У 2024 році влітку гурт представив публіці оновлений склад.[джерело?]

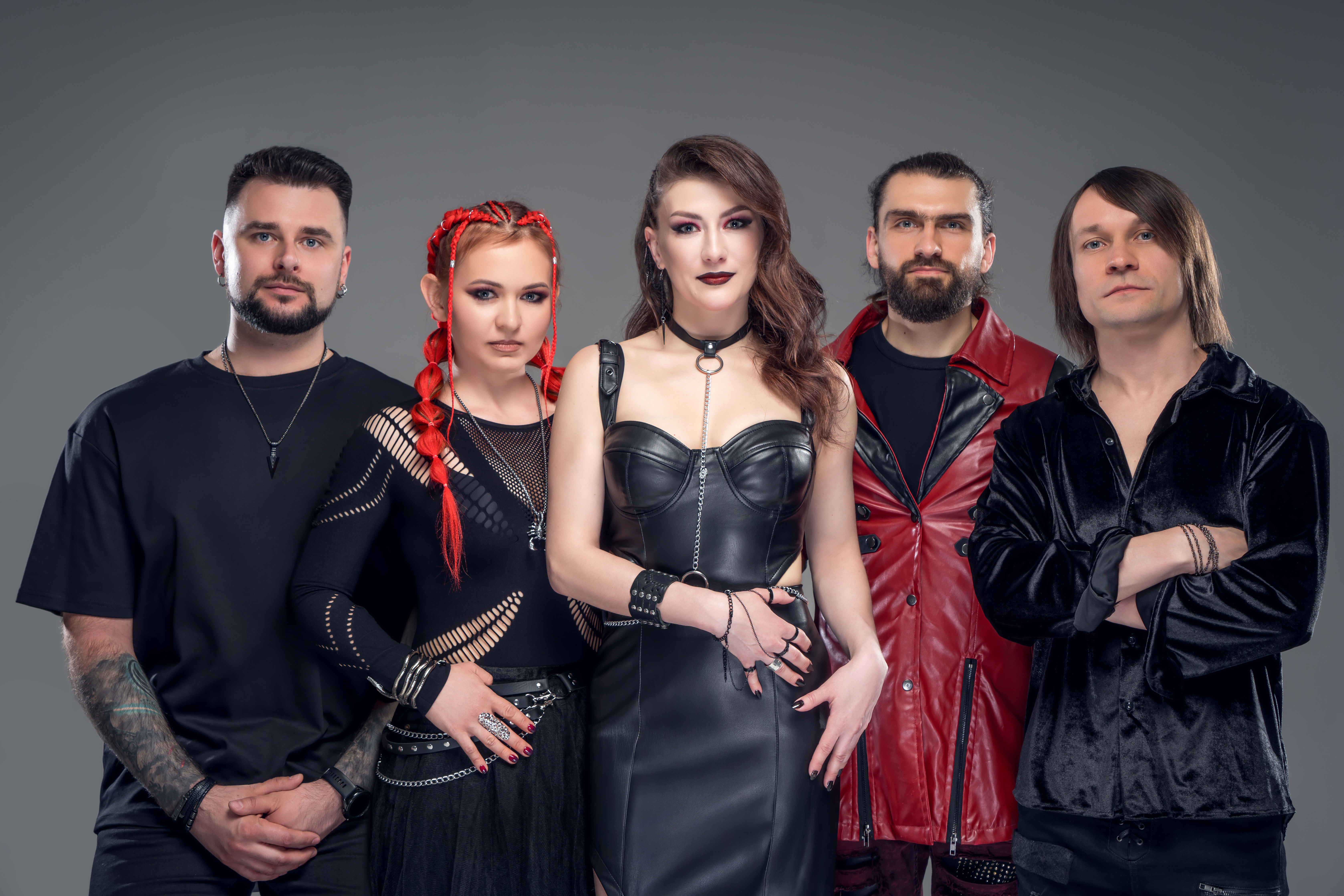
Scarleth (фотосесія 2025)

## Склад

### Поточний склад
- Віктор Морозов - гітара (2005)
- Анастасiя Харитончук - вокал (2024)
- Яна Ковальська - клавішні (2015)
- Олег Яковлев - бас-гітара (2024)
- Андрiй Рандан - ударні (2024)

### Колишні учасники
- Катерина Капшук — вокал (2016-2024)
- Ігор Чумак — бас-гітара (2015-2023)
- Олександр Хрустальов — ударні (2021-2023)
- Пилип Харук — ударні (2015—2020) (Тінь Сонця)
- Оксана Елемент — вокал (2015—2016)
- Артем Кравченко — бас-гітара (2015) (I Miss My Death, Mirium)
- Сергій Фролов — ударні (2007—2014)
- Олексій Бєліков — бас-гітара (2008—2014)
- Анастасія Дмітрієва — клавішні (2013—2014)
- Ольга Маренич — вокал (2011—2013)
- Володимир Іщук — клавішні (2009—2013)
- Сергій Ковтун — клавішні (2008—2009, 2011)
- Юлія Єльяшова — вокал (2007—2011)
- Анастасія Костюкова  - вокал (2006—2008)
- Александр Петренко - бас-гітара (2006-2008)
- Нiна Морозова - клавішні (2005-2008)

### Сесійні музиканти
- Катерина Марченко - вокал (2024)
- Тарас Земський — бас-гітара (2023-2024)
- Євген Гетьманський — ударні (2023-2024)

## Дискографія

### Альбоми
- «Break The Silence» (2011)
  - Broken World
  - Child of the Forest
  - Crazy Fever
  - Shadow Fades Away
  - Black Tears
  - In the Abyss
  - World Depends on You
  - Flaming Angel
  - You'll Never Die[11][12][13]

- «The Silver Lining» (2015)
  - Night of Lies
  - Double Memory
  - The Gates of Dark Sun
  - Voices
  - Dying Alone
  - One Short Life
  - Before the Night Falls
  - Pure Desire
  - Last Hope[14][15][12][13]

- «Vortex» (2019)
  - Feel The Heat
  - No Return
  - Be What You Are
  - Passion
  - No More Letters
  - Guardian Angel
  - Escape From Your Embrace
  - Остання Зоря
  - Pain Is My Name
  - Final Curtain
  - Break The Chains[16][12][13][17]

Гітарне соло для пісні Pain Is My Name записане гітаристом Within Temptation Рюдом Йолі.

### Сингли
- Коли Прийде День (2023)[19][13]